# Ischnocnema pusilla
Espèce
Synonymes
- Eleutherodactylus pusillus Bokermann, 1967

Statut de conservation UICN

 DD  : Données insuffisantes
Ischnocnema pusilla  est une espèce d'amphibiens de la famille des Brachycephalidae.

## Répartition
Cette espèce est endémique de l'État de São Paulo au Brésil. Elle se rencontre à 1 600 m d'altitude dans la Serra da Bocaina à São José do Barreiro.

## Publication originale
- Bokermann, 1967 : Una nueva especie de Eleutherodactylus de sudeste Brasileno (Amphibia, Leptodactylidae). Neotropica, vol. 13, no 40, p. 1-3.